# MTV Unplugged (альбом Kayah)
MTV Unplugged це концертний альбом MTV Unplugged Kayah виданий 23 березня 2007 року. Nagranie з участю Kayah було першим виступом такого типу в Польщі і Східній Європі. Альбом піднявся на 4 місце з продажу OLiS, і в липню 2007 року став золотим (більше 15 тисяч екземплярів).
Запис першого польського концерту з серії MTV Unplugged відбувся 28 листопада 2006 року в лодзькій кіностудії TOYA. Kayah виконала як і знані твори, такі як "Testosteron", і "Na językach", так і зовсім нові пісні альбому Skała ("Lśnię", "Co ich to obchodzi"), що готувався на осінь 2007. Серед спеціальних гостей були: Анна Марія Йопек (в треку "Kiedy mówisz"), бітбоксер Chesney Snow (в треку "Na językach"), смичковий квартет 4., кубанський перкусіоніст Ariel Silva Valdes, а також кубанська вокалістка Omniris Casuso Valdes. Окрім постійного складу гурту Kayah, виступили також відомі музиканти: Кшиштоф Хердзін, Марек Подкова, Міхал Ґримуза, Адам "Szabas" Ковалевскі. Несподіванкою була також участь Касі Кужавської (SOFA) і Касі Вільк в хорі співачки. Концерт на живо побачило понад 200 слухачів (фанів співачки, журналісти), серед яких були також колеги Kayah за фахом - Міхал Урбаняк, Тат'яна Окупнік, частина музикантів Blue Café, SOFA, Себаст'ян Карпель-Булецка і Бартек Крулік з гурту Sistars. Концерт MTV Unplugged з участю Kayah мав телевізійну прем'єру на польському MTV 21 грудня 2006 року.
Одночасно видано також диск DVD з записом концерту (перше видання Kayah на цьому носію), як і  спеціальний випуск містив CD + DVD. На DVD було дві пісні, яких не було на диску CD: "Negue", яку в оригіналі співала бразильська співачка Maria Bethânia, а також пісня відома з диску Zebra - "Cicho tu".

## Список треків
| #   | Назва                                   | Тривалість |
| --- | --------------------------------------- | ---------- |
| 1.  | «Lśnię»                                 | 2:03       |
| 2.  | «Co ich to obchodzi»                    | 2:01       |
| 3.  | «Nie wiedziałam»                        | 5:33       |
| 4.  | «Santana»                               | 5:20       |
| 5.  | «Dzielę na pół»                         | 6:45       |
| 6.  | «Trudno kochać»                         | 3:58       |
| 7.  | «Jestem kamieniem»                      | 3:41       |
| 8.  | «Testosteron»                           | 3:59       |
| 9.  | «Na językach» (featuring Chesney Snow)  | 5:48       |
| 10. | «Get Down On It»                        | 4:56       |
| 11. | «Kiedy mówisz» (feat. Анна Марія Йопек) | 4:48       |
| 12. | «Wszystko się skończyło»                | 7:58       |
| 13. | «Cicho tu»                              | 7:27       |
| 14. | «Negue»                                 | 4:02       |

Диск DVD містить додатково інтерв'ю з Kayah, а також матеріал making-of з плану концерту.

## Продаж
| Офіційний список продажів OLiS |    |    |    |    |    |    |    |    |    |    |    |    |    |    |    |
| Тиждень                        | 01 | 02 | 03 | 04 | 05 | 06 | 07 | 08 | 09 | 10 | 11 | 12 | 13 | 14 | 15 |
| Місце                          | 7  | 5  | 4  | 5  | 9  | 11 | 23 | 23 | 36 | 46 | 46 | -  | -  | -  | -  |

- 29.08.2007 р. диск став золотим.